# Pieter Cramer

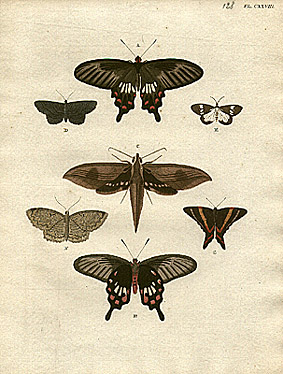
Placa realizada por Cramer en su libro: De uitlandsche kapellen, voorkomende in de drie waereld-deelen Asia, Africa en América (1775)

Pieter Cramer (bautizado el 21 de mayo de 1721, Ámsterdam-28 de septiembre de 1776) fue un comerciante de ropa y lana española, y entomólogo neerlandés.

## Biografía
Cramer fue el director de la Zealand Society (una sociedad científica ubicado en Flushing) y miembro de la Concordia et Libertate, con sede en Ámsterdam, en esta literaria y patriótica sociedad, donde Cramer dio conferencias sobre sus estudios de los minerales, le encargaron y financiaron la publicación de su libro sobre exóticas mariposas, que se reprodujeron en tres partes del mundo, Asia, África y América.
Cramer montó una extensa colección de historia natural, que incluye conchas de mar, fósiles e insectos de todos los órdenes. Muchos de ellos eran coloridas mariposas y polillas (lepidópteros), recogidos en los países donde los holandeses tenían vínculos coloniales o de comercio, como Surinam, Ceilán, Sierra Leona y las Indias Orientales Neerlandesas.

## Algunas publicaciones
- caspar Stoll, pieter Cramer. 1791. Aanhangsel van het werk De uitlandsche kapellen: voorkomende in de drie waereld-deelen Asia, Africa en America door den Heere Pieter Cramer... Ed. Chez Nic. Th. Gravius, Libraire, 184 pp.en línea

## Abreviatura (zoología)
La abreviatura Cramer  se emplea para indicar a Pieter Cramer como autoridad en la descripción y taxonomía en zoología.